# ماي ساتون
ماي ساتون (بالإنجليزية: May Sutton)‏ مواليد 25 سبتمبر 1886 في بليموث - الوفاة 04 أكتوبر 1975 في سانتا مونيكا، كانت لاعبة كرة مضرب إنجليزية وكانت تلعب باليد اليمنى. كما أنها إحدى بطلات الجراند سلام.

## بطولات حققتها
- بطولة ويمبلدون

## النهائيات

### الفردي: الألقاب 3, الوصافة 1
| النتيجة | السنة | البطولة           | المنافس في النهائي     | النتيجة في النهائي |
| الفوز   | 1904  | البطولة الأمريكية | إليزابيث مور           | 6–1, 6–2           |
| الفوز   | 1905  | ويمبلدون          | دوروثيا دوغلاس تشامبرز | 6–3, 6–4           |
| الوصافة | 1906  | ويمبلدون          | دوروثيا دوغلاس تشامبرز | 3–6, 7–9           |
| الفوز   | 1907  | ويمبلدون          | دوروثيا دوغلاس تشامبرز | 6–1, 6–4           |

## روابط خارجية
- ماي ساتون على موقع قاعة مشاهير كرة المضرب الدولية (الإنجليزية)
- ماي ساتون على موقع بطولة ويمبلدون (الإنجليزية)
- ماي ساتون على موقع خلاصة التنس.كوم (الإنجليزية)